# Riksmål
Riksmål, estándar lingüístico del noruego muy influenciado por el danés. El nombre nynorsk empezó a usarse a partir de 1929. 
Entre 1907 y 1929, riksmål fue el nombre de uno de los dos estándares oficiales de escritura del idioma noruego.
El término significa "lengua nacional" y fue propuesto primeramente por Bjørnstjerne Bjørnson en 1899, como un nombre para la variante noruega del danés escrito y para el danonoruego hablado. Fue tomado de Dinamarca, donde hacía referencia al danés escrito y hablado estándar. Una reforma ortográfica en 1907 trajo el lenguaje escrito más cerca del danonoruego hablado como lo había propuesto ya Knud Knudsen, y el nombre riksmål se adoptó oficialmente para el nuevo estándar. Una reforma subsecuente en 1917 cerró la brecha aún más. En 1929, el riksmål se renombró oficialmente como bokmål, que a su vez pasó por una reforma ortográfica más en 1938.
Actualmente, el riksmål denota la variante conservadora no oficial del bokmål previa a 1938, que aún está en uso y es regulada por la Academia Noruega de Lenguaje y Literatura. La organización no gubernamental Riksmålsforbundet también promueve su uso. Esta variante ha pasado por algunas reformas ortográficas, pero ninguna tan profunda como por las que ha pasado el bokmål. Riksmålsvernet publicó un diccionario de riksmål en cuatro volúmenes entre 1937 y 1957, y la Academia Noruega publicó dos volúmenes suplementarios en 1995.

## Historia
Cerca del año 1300, el nórdico antiguo, idioma escrito de Noruega, era esencialmente idéntico al islandés antiguo. La forma de hablarlo, sin embargo, se fue diferenciando gradualmente en dialectos locales y regionales. Durante el tiempo en que Noruega fue un reino independiente, la lengua escrita permaneció sin cambios.
A partir de 1385 Noruega dejó de ser un reino independiente y en 1397, la Unión de Kalmar trajo a Noruega, Suecia y Dinamarca bajo el mando de la Reina Margarita I de Dinamarca. Suecia se sublevó en 1521 y estableció su independencia en 1523. Noruega permaneció siendo parte del Reino Unido de Dinamarca-Noruega hasta 1814, convirtiéndose progresivamente en el miembro más débil de esta unión. Durante este periodo, el noruego escrito fue desplazado por el danés, que era usado virtualmente para todos los documentos administrativos.
En 1814, cuando Dinamarca le cedió Noruega al rey de Suecia, Noruega desafió a Suecia y sus aliados, declarando su independencia y adoptando una constitución democrática. Aunque quedó destinada a someterse a una unión dinástica con Suecia, esta chispa de independencia siguió ardiendo, influenciando la evolución del lenguaje en Noruega. Las viejas tradiciones orales fueron revividas por el poeta patriótico Henrik Wergeland (1808-1845), quien llamaba por un idioma escrito independiente no danés.
Haugen indica que: 
"Dentro de la primera generación de la libertad, dos soluciones emergieron y ganaron adeptos: una basada en el habla de de la clase alta, y otra en el de la gente común. La primera abogaba por la "norueguización" de la escritura danesa, la segunda por un nuevo comienzo".
De estas dos transiciones de la lengua, la más conservadora fue apoyada por el trabajo de escritores como  Peter Asbjørnsen, Jørgen Moe, el profesor y activista de una reforma de la lengua Knud Knudsen, su famoso discípulo Bjørnstjerne Bjørnson, así como una "norueguización" más cautelosa de Henrik Ibsen. Estos fueron los precursores del riksmål.

## Controversia
Seguido de la reforma de 1907, se fundó el Riksmålsforbundet para promover el uso del riksmål, y Bjørnstjerne Bjørnson fue su primer líder. La reforma de 1917 introdujo algunos elementos de los dialectos noruegos al riksmål, considerándolos como alternativas a las maneras tradicionales. Esto formó parte de una política oficial para juntar al bokmål y a la otra forma estándar nynorsk, intentando que se fusionaran en un único noruego común: samnorsk. Estos cambios encontraron resistencia por parte del movimiento riksmål, fundando entonces el Riksmålsvernet para su protección en 1919. La reforma del bokmål de 1938 introdujo más elementos de los dialectos noruegos y excluyó elementos tradicionales del riksmål. Esta nueva reforma encontró aún más opositores del movimiento y muchos usuarios del riksmål/bokmål, siendo el más prominente de ellos en los años 1950 Arnulf Øverland. El Riksmålsforbundet organizó un comité de padres de familia contra el samnorsk en 1951, y se fundó la Academia Noruega de Lengua y Literatura en 1953. En 1959, 1981 y 2005 se revirtió parcialmente la reforma de 1938, pero la Academia Noruega todavía mantiene su propio estándar.

## Reformas ortográficas
Las reformas de 1907 y 1917 cambiaron la forma de escritura del propio nombre riksmål. Antes de 1907 era idéntica al danés, es decir "rigsmaal". En 1907 se cambió por "riksmaal", y en 1917 se sustituyó la "aa" por una å, quedando así como la forma actual.